# Groundswell
El Groundswell és un moviment espontani dels usuaris de la xarxa internet que sorgeix amb l'adveniment de la Web 2.0. L'origen del terme prové del llibre Groundswell. Winning in a world transformed by social technologies., publicat per la Universitat Harvard el 2008 dels autors Josh Bernoff i Charlene Li. Els autors destaquen per ser dels millors investigadors del grup Forrester de noves tecnologies aplicades a l'empresa. L'obra és una anàlisi del fenomen 2.0 i es refereix al Groundswell des del punt de vista empresarial. El llibre explica com una entitat pot aprofitar les xarxes socials i els moviments espontanis dels usuaris per al seu benefici empresarial. Bernoff i Li defineixen el terme com ...els moviments espontanis de persones que utilitzen internet per comunicar-se, experimentar per si mateixes i obtenir el que necessiten d'altres.
Hugo Pardo, en el seu llibre Geekonomia afegeix: ...les persones utilitzen les aplicacions en línia per connectar-se segons els seus interessos, tot agafant dels altres les coses que necessitin i ignorant a les corporacions tradicionals. Mertxe Pasamontes parla de la segona part del llibre: "Trobem tot un repertori d'interessants estratègies de com introduir-se en el món 2.0 […] sobretot en el fet bàsic d'escoltar i parlar amb els teus clients, d'entendre que els mercats són conversacions. L'obra emfatitza la idea de transparència de l'empresa". Explica aspectes interessants com el plantejament d'estratègies i objectius a plantejar en la web 2.0, la necessitat d'implicar a alts càrrecs de l'organització per no fracassar, les diferents aproximacions segons el perfil del client, etc.
La web social ha fet possible la interacció i el moviment no controlat dels usuaris. Respecte a la web social Hugo Pardo afirma que aquesta es construirà sota una arquitectura de plataformes distribuïdes, de Codi lliure, generalistes i gratuïtes i pensades per dispositius mòbils. L'acceptació d'una nova tecnologia per part dels usuaris, ve determinada per tres punts, segons Li i Berboff:
1. afavorir la comunicació entre persones d'una manera senzilla i productiva
2. transferir el poder social des de les institucions cap als ciutadans amb l'eix de la validació social;
3. creació de sinergia positiva entre emprenedors i grups d'interès mitjançant les plataformes obertes o open source.